# Мокруши
Мокруши — упразднённая в 2011 году деревня в Чернушинском районе Пермского края. Входила в состав Павловского сельского поселения.
Урочище находится примерно в 5 км к востоку от центра города Чернушки.

## Население
В 2005 году численность населения составляла 0 человек.
По результатам переписи 2010 года численность населения составила 0 человек.